# 남정초등학교 (경북)
남정초등학교는 대한민국 경상북도 영덕군 남정면 장사리에 위치해 있는 공립 초등학교이다.

## 학교 연혁
- 1922년 5월 21일 남정공립보통학교(4년제) 개교
- 1925년 3월 25일 6년제로 승격
- 1938년 4월 1일 남정공립심상소학교로 개칭
- 1941년 4월 1일 남정공립국민학교로 개칭
- 1981년 3월 1일 병설유치원 개원(1학급)
- 1992년 3월 1일 도천국민학교 분교장 격하 편입
- 1994년 3월 1일 도천분교장 통합
- 1996년 3월 1일 남정초등학교로 개칭
- 1997년 3월 2일 남호초등학교 통합
- 1999년 9월 1일 남정초·중학교 통합
- 2017년 2월 10일 제91회 졸업(총 5,597명)
- 2017년 3월 1일 5학급 편성(남21명, 여13명 계 34명)
- 2017년 9월 1일 제30대 박경희 교장 부임

## 참고 자료
- 남정초등학교 - 한국교육학술정보원 학교알리미